# 아핀 기하학
아핀 기하학(affine幾何學, 영어: affine geometry)은 공선과 평행 따위의 아핀 변환에 대하여 불변인 기하학적 성질들을 다루는 수학 분야이다.

## 같이 보기
- 비유클리드 기하학